# 齋藤勝己
齋藤 勝己（さいとう かつき、1964年(昭和39年)5月20日 - ）は、日本の実業家。
株式会社クラップボルデの代表取締役社長
株式会社明光ネットワークジャパン　上席執行役員
株式会社東京個別指導学院の元代表取締役社長、前取締役会長。
日本ホスピタリティ推進協会 理事 兼 教育産業委員長。
中央大学 南甲倶楽部 理事。学校法人中央大学 元評議員
。
経済同友会 幹事　学校と経営者の交流委員会 副委員長。
経団連 元教育・大学改革委員会 委員。
日本規格協会 ISO/TC312サービスエクセレンス 審議員。
独立行政法人日本スポーツ振興センター ハイパフォーマンススポーツセンター 「次世代ターゲットスポーツの育成支援」事業 メンター。

## 経歴
- 1987年（昭和62年）富士屋ホテル株式会社入社。
- 1998年（平成10年）6月　株式会社東京個別指導学院入社。
- 2004年（平成16年）8月　取締役。
- 2005年（平成17年）9月　営業本部長。
- 2007年（平成19年）10月　教務営業本部長兼事業本部副部長。
- 2008年（平成20年）6月　事業本部長。
- 2009年（平成21年）6月　東日本地域事業本部長。
- 2010年（平成22年）5月　事業本部長。
- 2011年（平成23年）11月　変革推進担当。
- 2012年（平成24年）6月　教室運営・マーケティング担当、第三事業部長。
- 2012年（平成24年）11月　教室運営・マーケティング担当、第二事業本部長兼第三事業本部長。
- 2013年（平成25年）6月　教室事業本部長。
- 2014年（平成26年）5月　代表取締役社長兼教室事業部長。
- 2014年（平成26年）12月　代表取締役社長。
- 2023年（令和5年）9月　取締役会長（2024.5.29退任）
- 2024年（令和6年）５月　株式会社クラップボルデ創業し代表取締役社長就任
- 2025年（令和７年）6月　株式会社明光ネットワークジャパン　上席執行役員

## 対外活動
- 2015年（平成27年）2月　一般社団法人不識庵主催「不識塾」（第五期）修了。
- 2015年（平成27年）3月　経済同友会へ入会。[2]
- 2016年（平成28年）7月　日本ホスピタリティ推進協会 教育産業委員長に就任。[3]
- 2018年（平成30年）4月　日本ホスピタリティ推進協会 理事に就任。[4]
- 2019年（令和元年）8月　「共創のリーダーシップ~教育のプロが教える、部下と共に成長する関係性のつくり方~」を扶桑社から出版。[5]
- 2019年（令和元年）9月　日本スポーツ振興センター　ハイパフォーマンスディレクター／ワールドクラスコーチ育成プログラムにおいて「メンター」に就任。[6]
- 2019年（令和元年）11月　学校法人中央大学 商議員就任。
- 2021年（令和3年）5月　学校法人中央大学 評議員就任。
- 2021年（令和3年）7月　経済同友会　学校と経営者の交流委員会　副委員長就任。
- 2022年（令和4年）4月　経済同友会　幹事就任。
- 2022年（令和4年）8月　日本スポーツ振興センター ハイパフォーマンススポーツセンター 「次世代ターゲットスポーツの育成支援」事業「メンター」就任[7]
- 2022年（令和4年）8月　日本規格協会 ISO/TC312サービスエクセレンス 審議員。

## テレビ出演
- 「賢者の選択 Leaders」(2015年8月ＯＡ-TwellV、日経CNBN、サンテレビ) [8][9]
- 「未来展望百年の計」(2016年3月ＯＡ-TOKYO MX)
- 「One's Style ワンズスタイル」(2016年7月ＯＡ-サンテレビ) [10]
- 「賢者の選択 Leaders」(2018年10月28日ＯＡ-TwellV、日経CNBN、サンテレビ) [11]
- 「昼エクスプレス トップに聞く」(2020年10月21日ＯＡ-日経CNBC) [12]

## ラジオ出演
- 「朝イチマーケットスクエア  アサザイ」(2018年8月15日ＯＡ-ラジオNIKKEI第1) [13]
- 「はくばく健康タイム 元気のみなもトーク　～垣花正のあなたとハッピー！」(2019年9月16日(月) ～9月20日(金)ＯＡ-ニッポン放送ほか) [14]
- 「BUSINESS CRUISING」（2023年6月26日OA　東海ラジオ「LIFE HACKERS!」 出演： DJ…南城大輔（DJ）コメンテーター…宮本隆彦（中日BIZナビ編集長）[15]
- 「STEP ONE」（2024年9月12日OA　NewsPicksがコラボしているJ-WAVEのラジオ 番組「STEP ONE」）出演：ナビゲーター　サッシャ、ノイハウス萌菜（毎週木曜日10:00～10:25「SAISON CARD ON THE EDGE」内）[16]

## 取材記事
- ミチタリ(オリコン顧客満足度) [17]
- 日経の情報サイト Nikkei Style -Men's Fashion- リーダーが語る　仕事の装い[18]
- 日経の情報サイト Nikkei Style -Men's Fashion- リーダーが語る　仕事の装い[19]
- 日経の情報サイト Nikkei Style -BOOK- 著者に聞く　仕事の風景[20]
- 社長・経営者・リーダーの考え方を知るインタビューサイト「リーダーナビ」[21]
- 経営課題解決型メディアプラットフォーム　THE OWNER（ザ オーナー）[22]
- 日経Gooday　私の「カラダ資本論」連載第1回[23]
- 日経Gooday　私の「カラダ資本論」連載第2回[24]
- 日経Gooday　私の「カラダ資本論」連載第3回[25]

- ITビジネス情報紙 週刊BCN 特集[26]

- 日本経済新聞[27]
- 朝日新聞「ひと」[28]
- 致知出版社「座右の銘」[29]
- 西日本新聞 朝刊「ひと」[30]

- 日刊工業新聞 「書窓」[31]

- 日刊工業新聞「東日本面」若手人材に起業家精神[32]

- 東京七島新聞「八丈島」[33]